# Victor Rolff (Unternehmer, 1878)

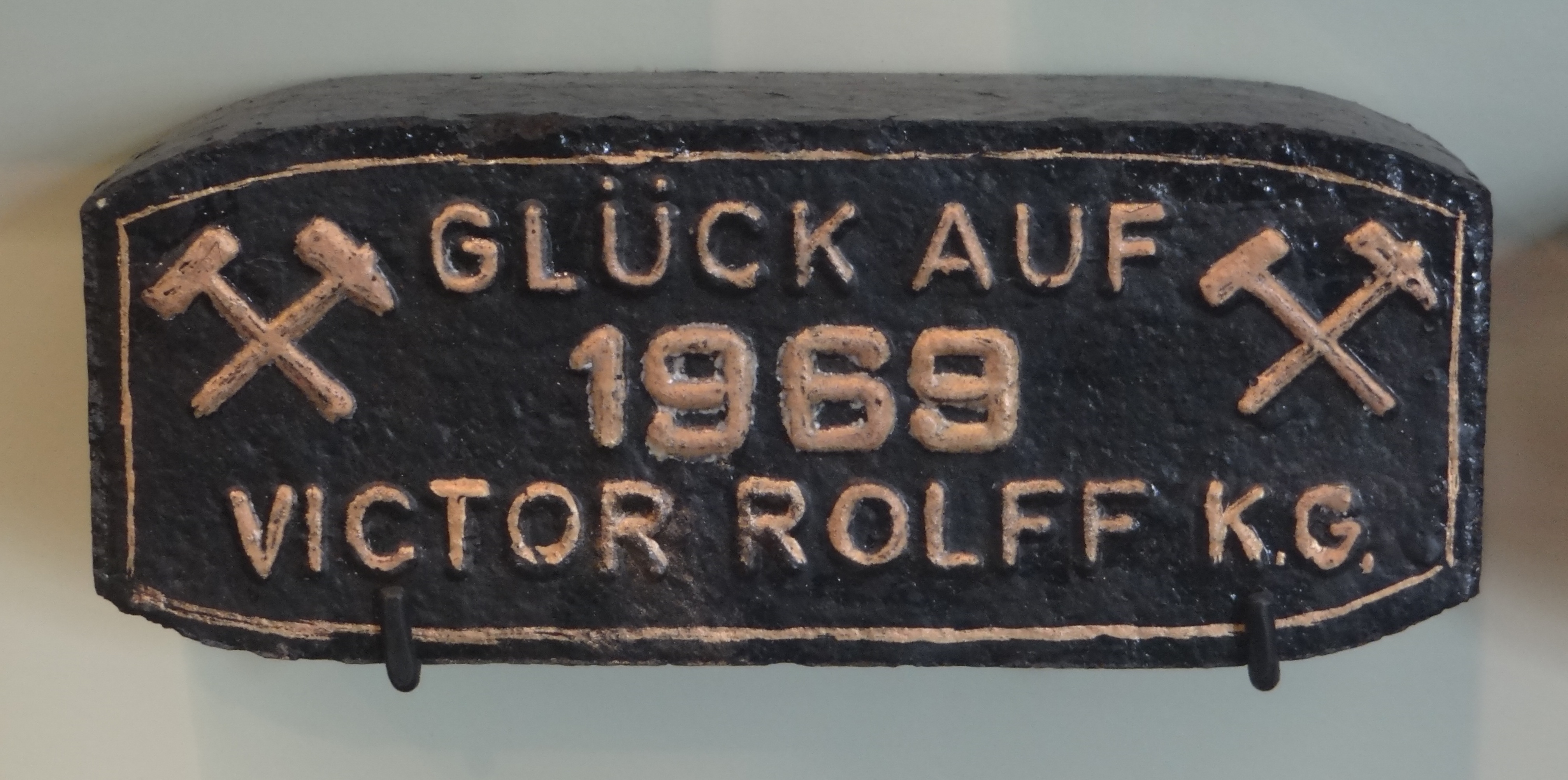
Zierbrikett der Victor Rolff K.G.

Adolf Eduard Victor Rolff, genannt Victor Rolff (* 5. Februar 1878 in Cottbus; † 28. Dezember 1950 in Köln-Weiden) war ein deutscher Unternehmer im rheinischen Braunkohlebergbau, außerdem Mäzen und Förderer der archäologischen Forschung in Köln.

## Leben und Wirken

### Herkunft und Familie
Victor Rolff wurde 1878 als Sohn eines Textilfabrikanten in Cottbus geboren. 1903 heiratete er die ebenfalls aus Cottbus stammende Elisabeth Krüger (* 17. September 1883; † 19. Dezember 1965). Mit ihr hatte er vier Kinder, von denen zwei bereits in jungen Jahren starben. Der älteste Sohn fiel als Offizier im Zweiten Weltkrieg.

### Aufbau der Grube und BrikettfabrikWachtberg I
Im Jahr 1901 gründete der zu diesem Zeitpunkt in Köln-Lindenthal wohnhafte Victor Rolff die Wachtberg I, Braunkohlenwerke und Brikettfabrik Frechen GmbH. Rolff war der maßgebliche Gesellschafter neben Peter Werhahn und seinem Vetter Carl Sporkenbach Zweck des Unternehmens war der Aufschluss einer Tagebaugrube im Grubenfeld Wachtberg I bei Frechen-Wachtberg zur Gewinnung von Ton, Kies, Sand und vor allem Braunkohle, sowie der Bau einer Brikettfabrik zur Verwertung der Kohle.
Das Grubenfeld erwarb die Gesellschaft von Gisbert Egon, Graf von Fürstenberg-Stammheim, Grundherr auf Burg Bachem. Das Feld entstand im Jahr 1900 durch Teilung der zuvor zusammengelegten Felder Umschlag und Clarenberg. Neben Wachtberg I entstanden so auch die benachbarten Felder Clarenberg und Graf Fürstenberg, in denen von anderen Gesellschaften ebenfalls Gruben aufgeschlossen wurden. Letztere kam mehr als 30 Jahre später in Rolffs Besitz (siehe unten).
Unter der Leitung des Direktors Rolff wuchs der Betrieb von Wachtberg I schnell. Nachdem die ersten Fabrik bereits 1901 die Produktion aufgenommen hatte, folgten zwei weitere Fabriken in den Jahren 1907 und 1909. Die Steigerung der Leistung war auch auf technische Verbesserungen zurückzuführen, die Rolff selbst entwickelte. So ließ sich Rolff 1905 eine neue, mit Pressluft arbeitenden Form der Kohleverteilung für Röhrentrockner patentieren, wie sie in Brikettfabriken den Brikettpressen vorgeschaltet werden.
Im Jahr 1913 übernahm die GmbH die Anteile des Gesellschafters Werhahn. 1920 verkaufte Rolff schließlich die florierenden Grube und Brikettfabrik an die Farbenfabriken vorm. Bayer & Co. in Leverkusen.
Den Erlös aus dem Verkauf verwendete Rolff zum Teil, um sich an der BIAG Zukunft in Weisweiler zu beteiligen. Dort wurde er 1923 zum größten Einzelaktionär.

### Grundbesitzer und Mäzen
Durch den Verkauf von Wachtberg zu Reichtum gekommen, kaufte Rolff 1920 ein großes Anwesen in Weiden (Aachener Straße / Ecke „Alte Post“, damalige Hausnummer: 1089) und ließ sich dort von den Architekten Carl Moritz und Fritz Fuß eine Villa bauen (später abgebrannt). Im Folgejahr 1921 kaufte er außerdem als Ferienhaus eine Villa in Schwangau im Allgäu. Auch erwarb der Autoliebhaber Rolff, der bereits seit 1905 Mitglied im Deutschen Automobilclub (DAC) war, mehrere exklusive Wagen, beispielsweise 1936 einen Maybach Zeppelin DS 8.
Victor Rolff setzte sein Geld und seinen Einfluss aber auch als Mäzen für gemeinnützige Zwecke ein: So initiierte er 1926 in seinem Wohnort Weiden den Bau einer Kirche und spendete 1930 eine große Summe Geld (35000 RM) für den Kauf eines ehemaligen Ausflugslokals, welches nach dem Kauf zum Gemeindezentrum umgebaut wurde. Auch in Brüggen spendete er zwischen 1935 und 1937 Geld und ein Grundstück für den Bau einer Kirche.
Weiterhin unterstützte Rolff, der ein Freund von Fritz Fremersdorf (Direktor der Römischen Abteilung des Wallraf-Richartz-Museums in Köln) war, die archäologische Forschung in Köln bei der Herausgabe von Publikationen und bei der Durchführung von Projekten. Beispielsweise stellte er 1928 eine Grubenbahn für eine Ausgrabung am Flottenkastell Alteburg zur Verfügung. Auch bemühte er sich um die Erhaltung und archäologische Auswertung von historischen Bauwerken im Vorfeld der Baggerarbeiten seiner Tagebaugruben.
Für seine Verdienste wurde er 1938 zum Ehrenbürger der Universität zu Köln ernannt.
Die Familie von Victor Rolff pflegte seit dieser Zeit enge geschäftliche und private Kontakte zu den Grafen Berghe von Trips, die auf der nahegelegenen Burg Hemmersbach bei Kerpen-Horrem ihren Sitz hatten und die ebenfalls Braunkohlegrubenfelder in der Ville und bei Zülpich besaßen.

### ErweiterungenGraf Fürstenbergund Zülpich
Im Jahr 1937 kaufte die zwischenzeitlich von Rolff in Bottenbroich gegründete Kommanditgesellschaft Victor Rolff KG Braunkohlenbergwerk und Brikettfabrik die niederländische Bergbaugesellschaft Algemeene Bruinkool Compagnie (ABC) mit Sitz in Amsterdam. Die ABC war Besitzerin und Betreiberin der oben erwähnten Grube und Brikettfabrik Graf Fürstenberg bei Kerpen-Türnich.
Für den Ausbau seiner Aktivitäten kaufte Rolff zudem Grubenfelder rund um Zülpich. Wegen des Zweiten Weltkrieges verzögerte sich aber der Aufschluss. Den Beginn des Betriebes im Tagebau Zülpich – ihm zu Ehren "Victor" genannt – und in der dazugehörigen Brikettfabrik in Geich im Jahre 1953 erlebte der drei Jahre zuvor verstorbene Firmengründer nicht mehr mit.
Nach Victor Rolffs Tod wurde das Unternehmen von seiner Frau und seinem Sohn Joachim fortgeführt. Später ging die Unternehmensleitung an seinen Enkel Victor (* 1934, bekannt unter anderem als Autorennfahrer).